# Tom Waits

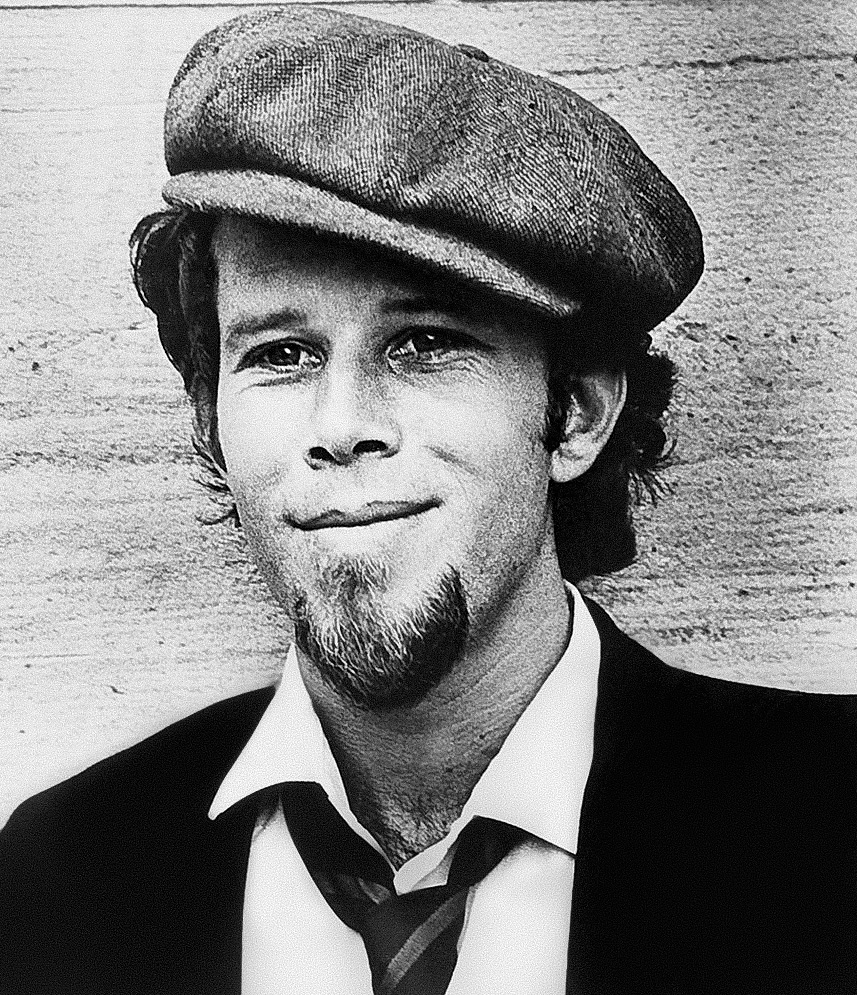
Tom Waits, en 1975.

Thomas Alan Waits (Pomona, California, 7 de diciembre de 1949), conocido como Tom Waits, es un músico, cantante, compositor y actor estadounidense, famoso por sus canciones de tono áspero, inspiradas en escritores como Charles Bukowski y algunos de la generación beat, en especial Jack Kerouac. Tiene una voz distintiva, descrita por el crítico musical Daniel Durchholz como «si Waits hubiese sido sumergido en un depósito de Bourbon, ahumado durante unos meses, y luego llevado afuera y aplastado por un coche». Con su rugido vocal como marca, y la incorporación a sus canciones de música industrial y de estilos musicales previos a la era del rock, tales como el blues, el jazz y el vodevil, Waits ha conseguido construir un personaje musical singular. También ha trabajado como compositor de bandas sonoras y como actor en películas, tales como Bajo el peso de la ley, Drácula y The Imaginarium of Doctor Parnassus, y fue nominado al Óscar por la banda sonora de One from the Heart.
Líricamente, las canciones de Waits presentan complejos retratos de lugares y personajes muy variados, aunque también muestra cierta inclinación por baladas más convencionales. Dada su poca repercusión mediática en televisión y radio, algunas de sus canciones son más conocidas a través de versiones hechas por otros artistas: tal es el caso de «Jersey Girl», interpretada por Bruce Springsteen, «Ol' '55», por The Eagles, y «Downtown Train», por Rod Stewart, entre otros. En 2011, Waits ingresó como miembro del Salón de la Fama del Rock and Roll de manos de su compañero Neil Young.
Waits vive actualmente en Sonoma, California, con su esposa, Kathleen Brennan, y tiene tres hijos, Kellesimone, Casey y Sullivan.

## Biografía

### 1949–1972: Infancia y orígenes musicales
Waits nació en el Park Avenue Hospital de Pomona, California, el 7 de diciembre de 1949. Su padre, Jesse Frank Waits, era descendiente de irlandeses y su madre, Alma Johnson McMurray, era descendiente de noruegos estadounidenses. Tras el divorcio de sus padres en 1960, Waits marchó a vivir con su madre a Whittier, y se mudó con posterioridad a National City, cerca de la frontera entre Estados Unidos y México. Waits, que fue autodidacta en el aprendizaje del piano, realizó frecuentes viajes con su padre a México. Años después, comentó que encontró el amor por la música durante esos viajes, a través de baladas mexicanas que eran, según sus palabras, «probablemente rancheras, que ponían en la radio del coche de mi padre».
En 1965, mientras asistía a la escuela secundaria en el Sweetwater Union High School District de Chula Vista, Tom comenzó a tocar en una banda de rhythm and blues/soul llamada The Systems, y encontró su primer trabajo en el Napoleone Pizza House de National City, sobre el cual cantó en las canciones «I Can't Wait to Get Off Work (And See My Baby on Montgomery Avenue)» del álbum Small Change, y en «The Ghosts of Saturday Night (After Hours at Napoleone's Pizza House)» del álbum The Heart of Saturday Night. Años después, Waits admitió que no era muy seguidor de la escena musical de los años sesenta: «No estaba muy emocionado por Blue Cheer, de modo que encontré una alternativa, incluso aunque fuese Bing Crosby». Cinco años después, comenzó a trabajar como portero del club nocturno Heritage de San Diego (California), donde ofreció su primer concierto por 25 dólares. Seguidor de Bob Dylan, Lord Buckley, Jack Kerouac, Louis Armstrong, Howlin' Wolf y Charles Bukowski, Waits comenzó a desarrollar durante estos años su propio e idiosincrático estilo musical.
Tras servir en la Guardia Costera de Estados Unidos, Tom comenzó a tocar en el club The Troubadour de Los Ángeles. En 1971 se trasladó a Echo Park, un barrio residencial de Los Ángeles donde también residían músicos como Glenn Frey de los Eagles, J. D. Souther, Jackson Browne y Frank Zappa, y firmó un contrato de representación con Herb Cohen. Entre agosto y diciembre de 1971, Waits grabó varias demos para el sello discográfico de Cohen, Bizarre/Straight, posteriormente publicadas en los álbumes The Early Years, Volume One y The Early Years, Volume Two.
Cabe mencionar que, en cuanto al origen de su imagen y estilo, Waits ha citado al cómico mexicano Mario Moreno Cantinflas como una de sus influencias principales, ya que este cómico era el preferido de su padre y el mismo Waits asevera haber tomado mucho de Cantinflas para su propio acto.

### 1973–1980:Closing Timey contrato con Asylum Records

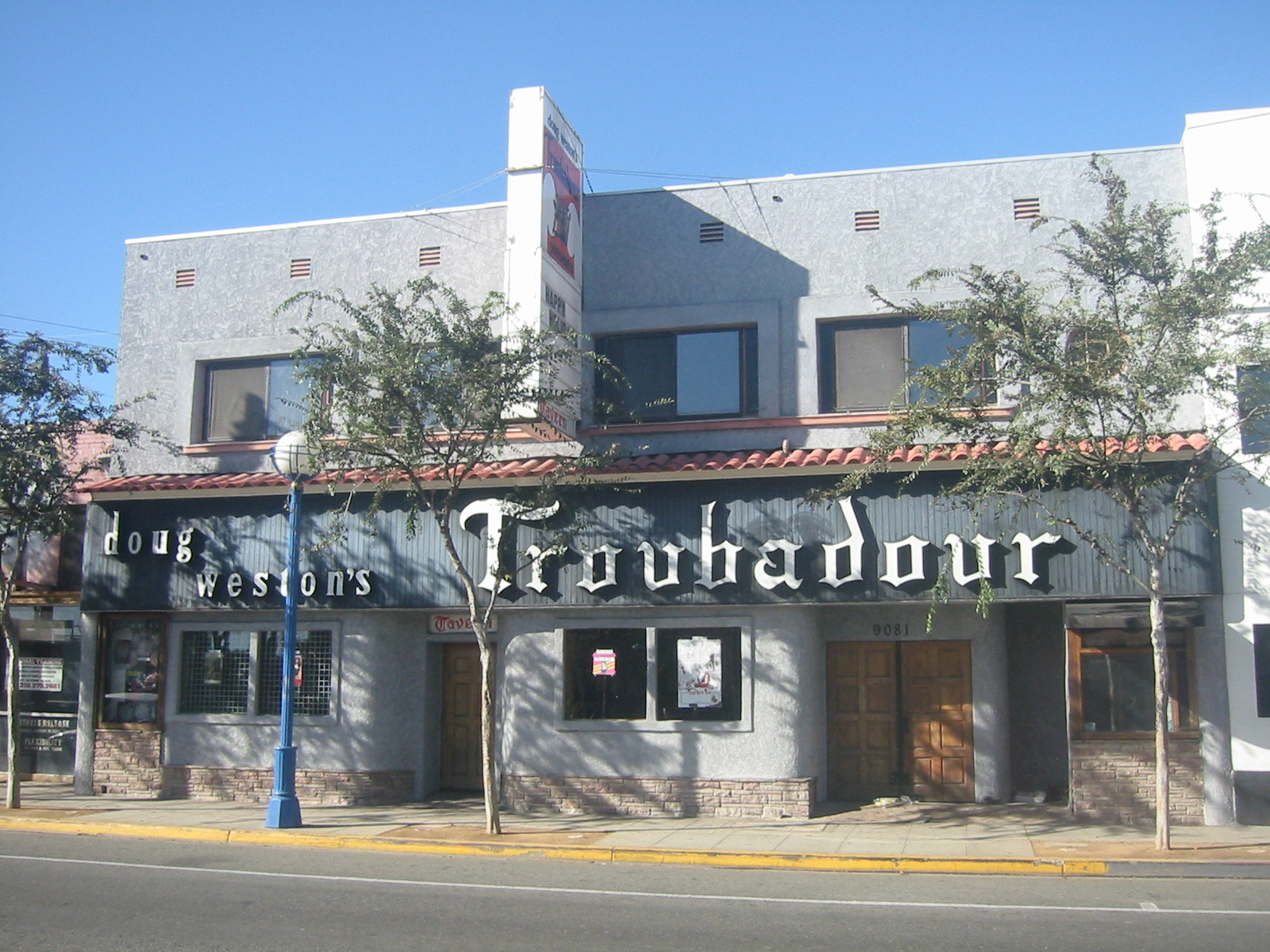
El local nocturno The Troubadour, en Los Ángeles (California), donde Tom Waits ofreció sus primeros conciertos.

Waits firmó con Asylum Records en 1972, y tras numerosas sesiones de grabación nefastas, su primer trabajo, Closing Time, fue publicado en 1973. El álbum fue producido y arreglado por el antiguo miembro de The Lovin' Spoonful, Jerry Yester, y recibió reseñas positivas por parte de la crítica musical, aunque se granjeó su popularidad a través de versiones de sus canciones; la primera versión de un tema de Waits fue hecha por Tim Buckley en el álbum Sefronia, que versionó la canción «Martha». La canción que abre el disco, «Ol’ 55», fue grabada por The Eagles en 1974 para su álbum On the Border.
Tras publicación de Closing Time, Tom Waits comenzó a salir de gira teloneando a artistas como Charlie Rich, Martha and the Vandellas y Frank Zappa. Waits comenzó a labrarse mejores críticas y ganó nuevos adeptos y seguidores con la publicación de posteriores trabajos discográficos. Así, The Heart of Saturday Night, publicado en 1974, reveló las raíces musicales de Waits como intérprete de clubes nocturnos, con baladas a veces recitadas y otras veces interpretadas con voz de crooner, y acompañado de una banda de jazz. Waits describió The Heart of Saturday Night como «un comprensivo estudio de aspectos en la búsqueda del corazón del sábado noche, lo que Jack Kerouac persiguió incansablemente de un lado a otro del país, e intenté recoger unos pocos diamantes de la magia que vi».
En 1975, Waits se trasladó al motel Tropicana del Santa Monica Boulevard y publicó el álbum doble Nighthawks at the Diner, grabado en un estudio con un público reducido para capturar el ambiente de un pequeño concierto. El álbum sirve de resumen de los conciertos de Waits de aquella época, que incluían largos monólogos introductorios de las canciones. Tom contribuyó el mismo año a los coros de la canción «Your Sweet and Shiny Eyes» de Bonnie Raitt.
Durante estos años Waits consumió frecuentemente alcohol y su estilo de vida comenzó a repercutir física y mentalmente en él, tal y como él mismo reconoció: «Estuve enfermo todo ese periodo. Estuve viajando mucho, viviendo en hoteles, comiendo mala comida, bebiendo mucho… demasiado. Hay un estilo de vida que está antes de que tú llegues y te introducen en él. Es inevitable».
En respuesta a sus dificultades personales, Tom Waits publicó Small Change en 1976, que profundiza líricamente en un estilo de vida cínico y pesimista, con canciones como «The Piano Has Been Drinking (Not Me) (An Evening with Pete King)» y «Bad Liver and a Broken Heart (In Lowell)». Con Small Change, Waits afirmó: «Traté de resolver varias cosas en torno a la imagen de sensiblero y alcohólico depresivo que tenía. No hay nada divertido en un borracho. Comencé a creer que había algo divertido y maravillosamente americano en ser un borracho. Acabé diciéndome a mí mismo que tenía que cortar con esa mierda». El álbum, que incluye el tema «Tom Traubert's Blues (Four Sheets to the Wind in Copenhagen)» y cuenta con la colaboración del batería Shelly Manne, estuvo fuertemente influido por el jazz, al igual que sus anteriores trabajos.
La publicación de Small Change, acompañada del sencillo «Step Right Up»/«The Piano Has Been Drinking», fue un éxito de crítica y sobrepasó las ventas de los anteriores trabajos de Tom Waits. Con el, entró por primera vez en la lista de éxitos estadounidense Billboard 200, hecho que no volvió a repetir hasta la publicación de Mule Variations en 1999. El resultado fue una mayor relevancia pública, con entrevistas y artículos extensos en revistas como Time, Newsweek y Vogue. Además, Waits reunió una banda bajo el nombre de The Nocturnal Emissions, que incluyó a Frank Vicari en el saxofón, a Fitzgerald Jenkins en el bajo y a Chip White en la batería. Tom Waits y The Nocturnal Emissions salieron de gira por Estados Unidos y Europa entre octubre de 1976 y mayo de 1977, incluyendo apariciones televisivas en el programa «Old Grey Whistle Test» de la BBC2 en mayo de 1976. Waits volvió al programa tres veces más: en 1977 interpretando «Small Change» y «Tom Traubert's Blues», en 1979 para tocar «Burma Shave» y en 1985 interpretando «16 Shells from a 30.06» y «Cemetery Polka».
Foreign Affairs, publicado en 1977, siguió un tono similar a su predecesor, aunque mostró un mayor refinamiento artístico y una mayor dedicación a los estilos de jazz y blues. El álbum incluye a Bette Midler cantando con Tom en «I Never Talk to Strangers». Un año después, Tom Waits publicó el álbum Blue Valentine, que muestra un alejamiento del jazz y un mayor enfoque en la guitarra eléctrica y los teclados en comparación con sus anteriores trabajos, y en donde son poco frecuentes los arreglos de cuerda, con la excepción de «Somewhere», una versión de la canción homónima del musical West Side Story. En 1978 Waits también hizo su primer cameo en un largometraje, Paradise Alley, en el papel de un pianista, y contribuyó a la banda sonora con los temas «(Meet Me in) Paradise Alley» y «Annie's Back in Town».
Heartattack and Vine, el último álbum de Tom para Asylum, fue publicado en 1980 e incluye un mayor predominio de las baladas como «Jersey Girl» y un mayor acercamiento al rhythm and blues. Ese mismo año, Waits comenzó a trabajar con Francis Ford Coppola, quien le pidió que compusiera la banda sonora del largometraje One from the Heart.

### 1981–1989: Nuevas direcciones musicales
En agosto de 1980, Waits contrajo matrimonio con la guionista Kathleen Brennan, a la que conoció en la grabación del largometraje One from the Heart. Breenan es generalmente acreditada como compositora de la mayoría de las canciones de Waits en sus álbumes más recientes, y es citada por Tom como su principal influencia en su trabajo. Tras abandonar Asylum, el sello publicó en 1981 Bounced Checks, el primer recopilatorio de su carrera musical, que incluía versiones alternativas de «Jersey Girl», de «Whistlin’ Past The Graveyard» y una versión en directo de «The Piano Has Been Drinking».
Durante este periodo, Waits participó como actor secundario en varias películas, realizando un cameo como pianista ebrio en Wolfen y aportando a su banda sonora el tema «Jitterburg Boy». One from the Heart se estrenó en los teatros en 1982, con Waits interpretando el papel de trompetista, lo que supondría la primera de sus colaboraciones con Francis Ford Coppola. En años posteriores, Waits tuvo sucesivas apariciones en películas de Coppola, como The Outsiders, La ley de la calle y The Cotton Club. Además, interpretó al señor Rendfield en Drácula, de Bram Stoker y contribuyó con dos canciones al documental de 1984 Streetwise.
Tras abandonar Asylum, Waits firmó un contrato con Island Records y publicó en 1983 Swordfishtrombones, un álbum que marcó un giro brusco en su estilo musical, relevando a un segundo plano instrumentos como el piano o la guitarra e inclinándose por sonidos poco comunes. Al respecto, Waits dijo: «Tus manos son como perros, yendo a los mismos sitios de siempre. Tienes que tener cuidado cuando tocar no está en tu mente, sino en los dedos; ir a sitios felices. Tienes que romper con tus hábitos o no explorarás, tocando sólo lo que es seguro y agradable. Estoy aprendiendo a romper con esos hábitos tocando instrumentos de los que desconozco todo, como el fagot o el waterphone». Swordfishtrombones también introdujo en el repertorio de Waits instrumentos como la gaita en «Town with No Cheer», la marimba en «Shore Leave», el órgano, la percusión, secciones de viento e incluso instrumentos obsoletos como un chamberlin dañado y un violinofón.
Con Swordfishtrombones, su forma de componer también sufrió un cambio radical, moviéndose de las baladas tradicionales de piano y arreglos de cuerda de los años 70 a estilos ignorados en la música pop, como el cabaret, la rumba, el tango, la música folk europea, la música country primigenia y las canciones de la era Tin Pan Alley. Waits también grabó un tema hablado, «Frank’s Wild Years», influido por los trabajos de Ken Nordine de los años 50.
Su nuevo énfasis en la experimentación musical de otros estilos e instrumentos continuó en 1985 con la publicación de Rain Dogs, una extensa colección de 19 canciones que recibió buenas críticas de la prensa musical y fue situado por la revista musical Rolling Stone en el puesto 21 de los 100 mejores discos de los años 80 y en el 397 de los 500 mejores álbumes de todos los tiempos. Las aportaciones de guitarristas como Marc Ribot, Robert Quine y Keith Richards contribuyeron al alejamiento de Tom de las composiciones de piano, unido a un mayor énfasis por instrumentos que se convertirían en habituales de las canciones de Waits, como la marimba, el acordeón, el contrabajo, el trombón y el banjo, entre otros. Rain Dogs dio lugar al maxisencillo «Downtown Train»/«Tango Till They're Sore»/«Jockey Full of Bourbon» y al video promocional de «Downtown Train», dirigido por Jean Baptiste Mondino y con un cameo de la leyenda del boxeo Jake LaMotta. El álbum alcanzó el puesto 181 en la lista Billboard 200.
Franks Wild Years, una obra de teatro musical de Waits y Brennan, fue puesta en escena como un musical off Broadway en 1986 y dirigida por Gary Sinise, con un estreno en el Teatro Steppenwolf de Chicago, en el que el propio Waits interpretó el papel principal. Su carrera cinematográfica prosiguió con papeles en el largometraje Bajo el peso de la ley de Jim Jarmusch, que incluyó dos canciones del álbum Rain Dogs en su banda sonora. El mismo año, Waits también contribuyó en la canción de los Rolling Stones «Harlem Shuffle» para el álbum Dirty Work.
Un año después, Tom publicó el álbum Franks Wild Years, con versiones de estudio de la obra de teatro homónima. También continuó su carrera como actor en un papel de apoyo en Tallo de hierro, basada en la novela de William Kennedy y protagonizada por Jack Nicholson y Meryl Streep, donde Waits interpreta la canción «Big Rock Candy Mountain». En 1988, publicó Big Time, un álbum en directo que recoge los últimos conciertos de su gira de 1987.
En 1989, participó en el que, hasta la fecha, ha sido su último papel teatral, interpretando a Curly en Demon Wine junto a Bill Pullman, Philip Baker Hall, Carol Kane y Bud Cort. Waits finalizó la década participando en tres películas: como locutor de radio en el filme Mystery Train de Jim Jarmusch, interpretando el papel de Kenny en Cold Feet, y como papel principal en Bearskin: An Urban Fairytale. Su única aportación musical en 1989 fue la versión del tema de Phil Phillips «Sea of Love» para la banda sonora de Sea of Love, posteriormente incluida en el álbum de 2006 Orphans: Brawlers, Bawlers & Bastards, así como su participación en los coros de la canción de The Replacements «Date to Church».

### 1990–1997: Colaboraciones con Robert Wilson yBone Machine

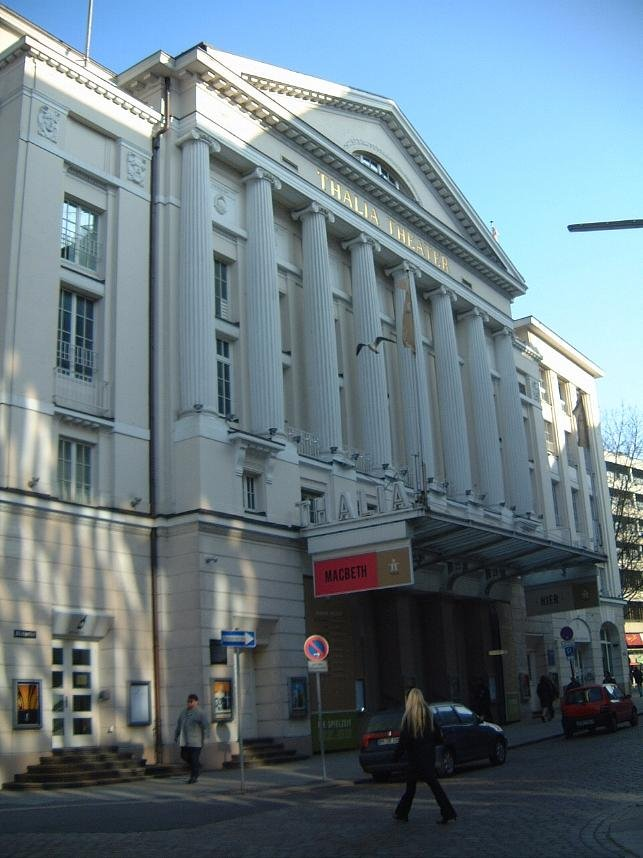
Teatro Thalia de Hamburgo, Alemania, lugar del estreno de The Black Rider y Alice, dos colaboraciones entre Tom Waits y Robert Wilson.

The Black Rider: The Casting of the Magic Bullets, una colaboración teatral entre Waits, el director Robert Wilson y el guionista William S. Burroughs, fue estrenada en el Teatro Thalia de Hamburgo, Alemania, el 31 de marzo de 1990. El proyecto se basó en una ópera alemana llamada El cazador furtivo, al que Waits contribuyó con la música, fuertemente influida por los trabajos de Bertolt Brecht y Kurt Weill. El mismo año, contribuyó a la versión del tema de Cole Porter «It’s All Right With Me» para el álbum Red Hot + Blue, el primero de una serie de recopilatorios publicados por la ONG Red Hot Organization, dedicada a recaudar fondos contra el SIDA. Waits también colaboró con la fotógrafa Sylvia Plachy con una grabación para su libro Sylvia Plachy’s Unguided Tour que acompaña sus fotografías y textos.
Al año siguiente, Tom se centró en su carrera cinematográfica, en la grabación de bandas sonoras y en ayudar a otros artistas. Apareció en el álbum Sailing the Seas of Cheese de Primus poniendo la voz en el tema «Tommy the Cat», que supuso la primera de varias colaboraciones entre Waits y Les Claypool, líder de Primus, en posteriores trabajos. El mismo año, participó en el álbum Devout Catalyst de Ken Nordine y aportó su voz para la canción «Adiós Lounge» del álbum de Thelonoius Monster Beautiful Mess. Asimismo, colaboró en dos canciones, «Little Man» e «I’m Not Your Foll Anymore», del saxofonista de jazz Teddy Edwards para su álbum Mississippi Lad.
La única colección de canciones interpretadas exclusivamente por Waits en 1991 fue la banda sonora del largometraje de Jim Jarmusch Night on Earth, publicada al año siguiente. En julio de 1991, Screamin' Jay Hawkins publicó el álbum Black Music for White People, que incluye versiones de las canciones de Waits «Heartattack & Vine» (usada posteriormente por la marca Levi's en un anuncio sin su permiso) e «Ice Cream Man». Waits continuó interpretando papeles en varias películas, entre las cuales se incluye un cameo no acreditado como veterano de guerra en The Fisher King. También apareció junto a Kevin Bacon, John Malkovich y Jamie Lee Curtis en la película de Steve Rash Queens Logic, así como en At Play in the Fields of the Lord, de Héctor Babenco.
Bone Machine, su primer álbum de estudio en cinco años, se publicó en 1992. Este incluye un abundante uso de percusión y guitarras, con pocas partes de piano o saxofón, siguiendo el estilo marcado por sus anteriores trabajos. El crítico musical Steve Huey definió Bone Machine como: «Quizás el álbum más cohesivo de Tom Waits… Una pesadilla mórbida, siniestra, que aplica las peculiaridades de sus experimentos clásicos en los 80 con un efecto increíblemente sugerente… Es la grabación más poderosa y afectiva de Waits, aunque no sea la más accesible». El álbum fue premiado con un Grammy al mejor álbum de música alternativa en 1993.
El 19 de diciembre de 1992, Alice, el segundo proyecto teatral de Waits con Robert Wilson, se estrenó en el Teatro Thalia de Hamburgo, Alemania. Paul Schmidt adaptó el texto de las novelas de Lewis Carroll, Las aventuras de Alicia en el país de las maravillas y A través del espejo, con canciones de Waits presentadas como intersecciones entre el texto. Estas canciones fueron grabadas diez años después y publicadas en el álbum Alice. Ese mismo año, interpretó el papel de Renfield en la película de Francis Ford Coppola Drácula.
En 1993, Waits publicó The Black Rider, formado por las canciones compuestas para el musical homónimo estrenado tres años antes, con la excepción de «Chase the Clouds Away» e «In The Morning», que aparecieron en la producción teatral pero no en el álbum. El mismo año, apareció en la versión cinematográfica de Vidas cruzadas realizada por Robert Altman, y en la película de Jim Jarmusch Coffee and Cigarettes, una película en blanco y negro que contó con la participación de Iggy Pop.
En 1997, Waits y su mujer Kathleen Brennan compusieron e interpretaron la banda sonora de la película de dibujos animados Bunny, ganadora de un Premio Saturn al mejor cortometraje animado.

### 1999–2010: Contrato con ANTI- y nuevas giras
Tras la publicación en 1998 del recopilatorio Beautiful Maladies: The Island Years, Waits abandonó Island Records y firmó con Epitaph, cuyo presidente, Andy Kaulkin, afirmó: «El sello está asombrado de que Tom nos tuviera en cuenta. Somos grandes seguidores suyos». El propio Waits tuvo palabras de elogio para el sello, afirmando: «Epitaph es un sello extraño al estar dirigido y operado por músicos. Tienen buen gusto y mucho entusiasmo, y además son buenas personas. E incluso me regalaron un nuevo Cadillac, por supuesto».
El primer trabajo para Epitaph, Mule Variations, fue publicado en 1999. La revista musical Billboard describió el álbum como «Una mezcla musical de blues provinciano, góspel sesgado y arte rebelde en una pieza sublime de escultura sonora propia de un depósito de chatarra». Mule Variations ganó un Grammy al mejor álbum de folk contemporáneo, mientras que la canción «Hold On» fue nominada a la mejor interpretación vocal de rock masculina. Además, el álbum alcanzó el puesto 30 de la lista de éxitos Billboard 200, y fue situado por la revista Rolling Stone en el puesto 416 de la lista de los 500 mejores álbumes de todos los tiempos.
Ese mismo año hizo su primera incursión como productor musical para otros artistas, colaborando con Chuck E. Weiss en la producción de Extremely Cool y aportando voz y guitarra en el disco. También contribuyó con una versión de la canción de Skip Spence «Book of Moses» al álbum More Oar: A Tribute to the Skip Spence Album, una colección de versiones del artista publicado por el sello Birdman.
En 2002, Waits publicó simultáneamente dos álbumes, Alice y Blood Money. Ambos trabajos fueron compuestos casi 10 años antes y están basados en colaboraciones teatrales con Robert Wilson: el primero, Alice, incluye las canciones de una obra que adaptó las novelas de Lewis Carroll, mientras que el segundo, Blood Money, es una interpretación de la obra teatral de Georg Büchner Woyzeck. Ambos trabajos revisitan el tango, el sonido Tin Pan Alley y otros géneros ya vistos en Swordfishtrombones, mientras que las letras combinan el cinismo y la melancolía, ejemplificados en canciones como «Mysery is the River of the World» y «Everything Goes to Hell». «Diamond In Your Mind», canción que Waits compuso para Woyzeck, no fue publicada en Blood Money y apareció por primera vez en el álbum de Solomon Burke Don’t Give Up On Me.
También contribuyó con una versión del tema «The Return of Jackie and Judy» de Los Ramones al álbum tributo We’re a Happy Family: A Tribute to Ramones, publicado en 2003 por Columbia Records. Además, actuó como juez en los Premios de Música Independiente, apoyando la carrera de nuevos músicos.
Real Gone, su primer álbum de estudio no teatral desde Mule Variations, fue publicado por ANTI- en 2004, y supone el único trabajo hasta la fecha que no incluye el piano en ninguno de sus temas. Muchas de las canciones están marcadas por prácticas como el beatboxing, y refleja una menor influencia del blues con respecto a trabajos anteriores. Los editores de la revista Harp Magazine escogieron a Real Gone como el mejor álbum de 2004, mientras que la canción «Metropolitan Glide» fue nominada al Grammy a la mejor interpretación vocal de rock solista en 2005. También en 2004 contribuyó a los coros de la canción «Go Tell It On The Mountain», publicada en el álbum homónimo de The Blind Boys of Alabama, y versionó el tema «King Kong» de Daniel Johnston para el álbum tributo The Late Great Daniel Johnston: Discovered Covered.
Tras cinco años de inactividad a nivel cinematográfico, Waits actuó como adivino en la película de Tony Scott Domino, y participó en la comedia romántica de Roberto Benigni El tigre y la nieve, en la que aparece tocando al piano la balada «You Can Never Hold Back Spring» al comienzo de la película.
En noviembre de 2006, se publicó una colección de 54 canciones, incluyendo rarezas, temas inéditos y nuevas composiciones bajo el título de Orphans: Brawlers, Bawlers & Bastards. Los tres discos que componen la colección están divididos según su contenido: el primer disco, titulado Brawlers, incluye canciones orientadas al rock y al blues; el segundo, titulado Bawlers, incluye baladas y canciones de amor; y el tercero, Bastards, canciones que no entran en ninguna categoría, incluyendo temas hablados. Orphans indaga en el nuevo interés del músico por la política, con el tema «Road to Peace», que relata el conflicto israelí-palestino, y es notable por contener un número considerable de versiones de otros artistas, incluyendo The Ramones («The Return of Jackie and Judy» y «Danny Says»), Daniel Johnston («King Kong»), Kurt Weill, Bertolt Brecht («What Keeps Mankind Alive») y Leadbelly («Ain't Goin' Down to the Well» y «Goodnight Irene»), así como interpretaciones de obras de poetas y autores admirados por Waits, tales como Charles Bukowski y Jack Kerouac. Orphans: Brawlers, Bawlers & Bastards, junto al álbum Alice, están incluidos en la lista elaborada por la página web Metacritic de los 200 álbumes mejor valorados desde 2000, en los puestos 10 y 20 respectivamente.
Entre 2006 y 2010, Waits ofreció varias apariciones televisivas y simultáneas giras, contrastando con la lejanía de los escenarios que mantuvo durante la década anterior. En noviembre de 2006 participó en The Daily Show e interpretó la canción de Real Gone «Day After Tomorrow», y el 4 de mayo de 2007 apareció en el programa Late Night with Conan O’Brien interpretando «Lucinda» y «Ain’t Goin’ Down To The Well». Además, participó en el concierto benéfico de Bridge School Festival con Kronos Quartet los días 27 y 28 de octubre de 2007. El 22 de enero de 2008, actuó en Los Ángeles en beneficio de Bet Tzedek Legal Services, una asociación sin ánimo de lucro a favor de los derechos civiles, y prestó su voz en el tema «Pray» de sus compañeros de sello discográfico The Book of Knots, así como en la canción de N.A.S.A. «Spacious Thoughts» para el álbum The Spirit of Apollo.

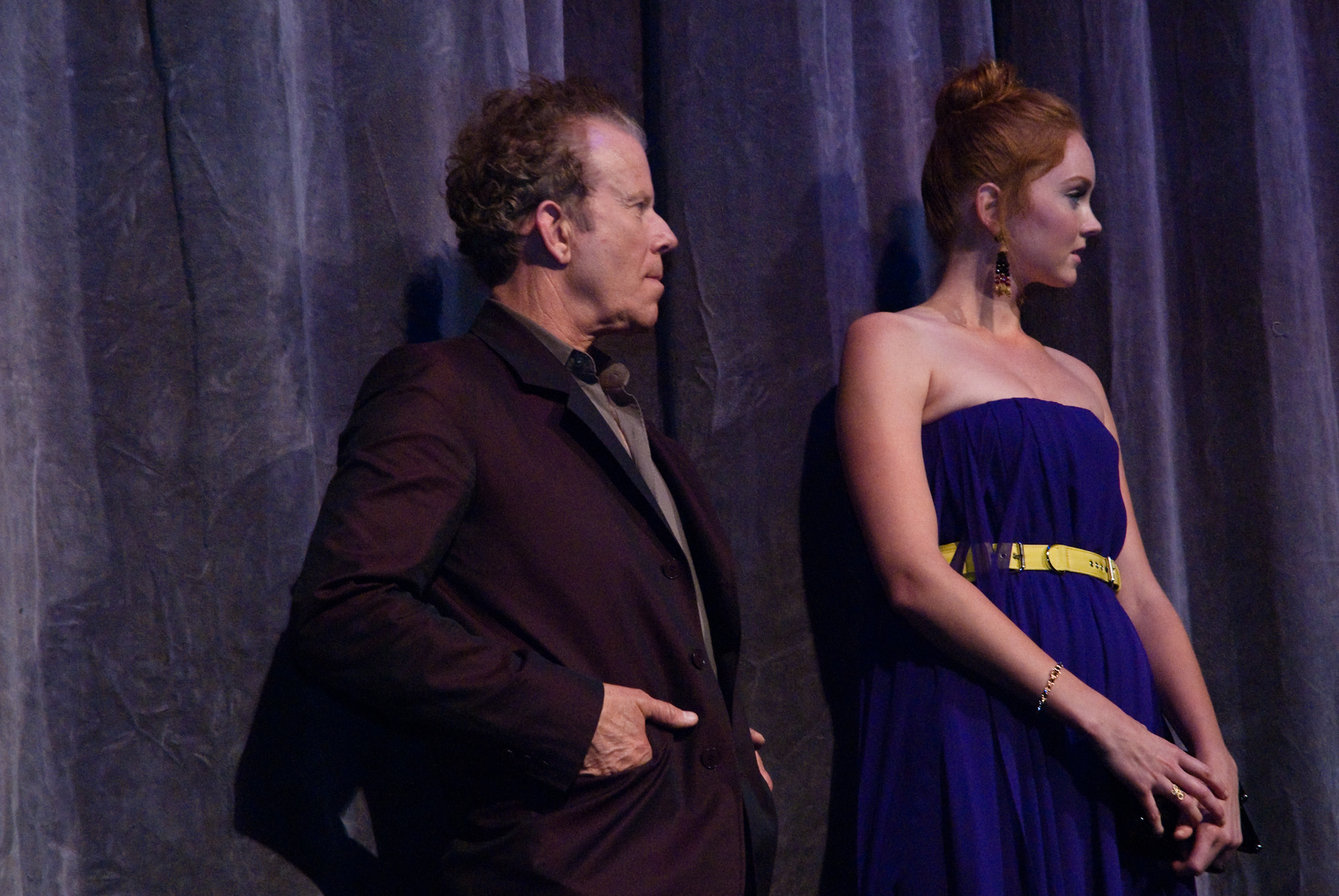
Tom Waits y Lily Cole en el estreno de la película The Imaginarium of Doctor Parnassus.

El 7 de mayo de 2008 anunció la gira Glitter and Doom Tour, que dio comienzo en junio de 2008 y visitó ciudades del sur de Estados Unidos, para extenderse posteriormente al Reino Unido, Irlanda y al resto de Europa. Durante su concierto en El Paso (Texas), fue premiado con la llave de la ciudad. En su opinión sobre la inauguración de la gira, el crítico de The Wall Street Journal, Jim Fusilli, describió la música de Waits del siguiente modo:

El músico de 58 años Tom Waits… ha compuesto un trabajo que, como mínimo, no es comparable al de un compositor actual de música pop. Agudo, sensible y simpático cronista de la deriva y la opresión, el señor Waits crea personajes tridimensionales que, incluso en su confusión y desesperación, son capaces de tener puntos de vista discernidos y sorprendentes. Sus historias están acompañados por una música distinta de cualquier otra en la historia del pop.

A finales de 2009, Waits interpretó el papel de Mr. Nick en la película de Terry Gilliam The Imaginarium of Doctor Parnassus, cuya producción comenzó en Londres en diciembre de 2007. La muerte del actor Heath Ledger en enero de 2008 puso en duda el futuro de la película, aunque la producción continuó con varios actores interpretando el papel de Ledger en escenas que no pudo completar.

### De 2010 en adelante:Bad as Me
Waits comenzó la nueva década interpretando el papel de ingeniero en el filme The Book of Eli junto a Denzel Washington, que se estrenó en enero de 2010. A comienzos de 2011, completó un libro con veintitrés poemas titulado Seeds on Hard Ground, inspirados en fotografías de gente sin hogar tomadas por Michael O’Brien y publicadas con los poemas. De forma anticipada, ANTI- publicó una edición limitada del libro con el fin de recaudar fondos para el banco de alimentos Redwood Empire de Sonoma, California. Hasta el 26 de enero de 2011, el sello discográfico lleva recaudados 90 000 dólares con la impresión de cuatro tiradas de 1 000 copias cada una.
El 9 de febrero de 2011 se hizo público el ingreso de Waits como miembro del Salón de la Fama del Rock and Roll. La ceremonia tuvo lugar en el hotel Waldorf-Astoria el 14 de marzo y fue presentada por Neil Young. Tom aceptó el reconocimiento con su habitual humor, replicando a Young: «Dicen que no tengo éxitos y que es difícil trabajar conmigo… Como si eso fuera algo malo».
Pasados cinco años desde su último trabajo, Waits anunció el 24 de febrero de 2011 que había empezado a trabajar en su siguiente álbum de estudio. Seis meses después, publicó en su web que, tras los rumores de una nueva publicación, iba a «dejar las cosas claras», y el 23 de agosto reveló el título del nuevo trabajo, Bad as Me, publicado finalmente el 24 de octubre de 2011. Bad as Me alcanzó el puesto seis en la lista de éxitos Billboard 200, la posición más alta en la trayectoria musical de Waits, y fue bien recibido por la crítica musical: la revista Mojo situó el álbum en el noveno puesto de la lista de los cincuenta mejores discos de 2011.
En 2012, participó en el largometraje Seven Psychopaths como parte de un reparto que incluyó actores como Colin Farrell y Christopher Walken. Además, grabó con Keith Richards la canción «Shenandoah», incluida en el recopilatorio Son Of Rogue's Gallery: Pirate Ballads, Sea Songs & Chanteys, publicado el 19 de febrero de 2013, y participó en las canciones «Fadin' Moon» y «Ghost to a Ghost» del álbum de Hank Williams III Ghost to a Ghost/Gutter Town.
El 5 de mayo de 2013, Waits se unió a The Rolling Stones en el escenario del Oracle Arena de Oakland, California para cantar la canción «Little Red Rooster».
En la actualidad, Waits está trabajando en una nueva obra teatral con el director y colaborador Robert Wilson y el dramaturgo Martin McDonagh.

## Demandas
Waits ha rechazado rotundamente permitir el uso de sus canciones en anuncios y se ha burlado de otros artistas que lo hacen, llegando a comentar: «Si Michael Jackson quiere trabajar para Pepsi, ¿por qué no se consigue un traje y una oficina en la empresa y acaba con el problema?». Ha presentado varias demandas contra empresas que usaron su material sin permiso. En referencia a un anunció que le propusieron para publicitar el automóvil Mercury Cougar, una vez declaró: «Al parecer, la mayor virtud que nuestra cultura reconoce a los artistas es salir en los anuncios, preferiblemente desnudos y teniendo sexo sobre el capó de un nuevo automóvil. Yo he rechazado muchas veces este dudoso honor».
La primera denuncia interpuesta fue en 1988 contra Frito-Lay, quien propuso a Waits usar una de sus canciones en un anuncio. Tom rechazó la oferta, y Frito-Lay contrató a un cantante para que le imitara cantando un jingle parecido a la canción «Step Right Up» del álbum Small Change, la cual fue descrita por el propio Waits como «una crítica a la publicidad». Waits ganó el juicio y fue indemnizado con 2,38 millones de dólares a su favor, convirtiéndose en uno de los primeros artistas en demandar y ganar a una compañía por contratar a un imitador sin permiso.
En 1993, Levi's usó en un anuncio la versión del tema de Waits «Heartattack and Vine» hecha por el músico Screamin' Jay Hawkins. Waits los demandó, por lo que Levi's acordó no poner más la canción y ofreció una disculpa de una página en la revista musical Billboard. En el año 2000, se encontró en una situación similar a la de Frito-Lay, cuando la empresa automovilística Audi le propuso usar la canción «Innocent When You Dream» del álbum Franks Wild Years para un anuncio en España. Waits rechazó la propuesta, pero el anuncio acabó usando música muy parecida a la de la canción. Como consecuencia, Waits tomó acciones legales, y un tribunal español reconoció que había habido una violación de los derechos morales del músico, además de una violación de los derechos de autor. La compañía, Tandem Campany Guasch, tuvo que pagar una compensación a través de su editorial española.
Otra situación similar a las anteriores tuvo lugar cuando la empresa automovilística Opel le propuso cantar para ellos en un anuncio para la zona de Escandinavia. Waits rechazó la propuesta y la empresa contrató a un cantante para que le imitara. El artista presentó una demanda contra Opel. En 2007, ganó el juicio y donó la indemnización a una organización benéfica.
Waits también tuvo un juicio no relacionado con su música. En 1997, fue arrestado fuera de la tienda Duke’s Tropicana Coffee Shop en Los Ángeles por intentar detener, junto a un amigo, a dos hombres que parecían querer robar a otros clientes. Los hombres eran policías vestidos de civiles, por lo que Waits y su amigo fueron arrestados y acusados de perturbar la paz. Sin embargo, el jurado declaró a Waits inocente. Waits demandó a continuación al Departamento de Policía de Los Ángeles y fue indemnizado con 7 500 dólares.

## Giras
- 1973: Closing Time Tour
- 1974–1975: The Heart of Saturday Night Tour
- 1975–1976: Small Change Tour
- 1977: Foreign Affairs Tour
- 1978–1979: Blue Valentine Tour
- 1980–1982: Heartattack and Vine Tour
- 1985: Rain Dogs Tour
- 1987: Big Time Tour
- 1999: Get Behind the Mule Tour
- 2004: Real Gone Tour'
- 2006: The Orphans Tour
- 2008: Glitter and Doom Tour
- 2011: Bad as me

## Premios y nominaciones
| Año  | Premio         | Categoría                                  | Trabajo nominado     | Resultado |
| ---- | -------------- | ------------------------------------------ | -------------------- | --------- |
| 1982 | Premios Óscar  | Mejor banda sonora                         | One from the Heart   | Nominado  |
| 1993 | Premios Grammy | Mejor álbum de música alternativa          | Bone Machine         | Ganador   |
| 2000 | Premios Grammy | Mejor álbum de folk contemporáneo          | Mule Variations      | Ganador   |
| 2000 | Premios Grammy | Mejor interpretación de rock masculina     | «Hold On»            | Nominado  |
| 2005 | Premios Grammy | Mejor interpretación vocal de rock solista | «Metropolitan Glide» | Nominado  |